# Fußball-Weltmeisterschaft 1982/Spanien
Dieser Artikel behandelt die spanische Fußballnationalmannschaft bei der Fußball-Weltmeisterschaft 1982.

## Qualifikation
Spanien war als Gastgeber automatisch qualifiziert.

## Spanisches Aufgebot
| Nr.               | Name                    | Verein vor WM-Beginn | Geburtstag | Spiele   | Tore     | Gelbe Karte | Rote Karte |
| Torhüter          | Torhüter                | Torhüter             | Torhüter   | Torhüter | Torhüter | Torhüter    | Torhüter   |
| ----------------- | ----------------------- | -------------------- | ---------- | -------- | -------- | ----------- | ---------- |
| 1                 | Luis Arconada           | Real Sociedad        | 26.06.1954 | 5        | 0        | 0           | 0          |
| 13                | Urruti                  | FC Barcelona         | 17.02.1952 | 0        | 0        | 0           | 0          |
| 22                | Miguel Ángel            | Real Madrid          | 24.12.1947 | 0        | 0        | 0           | 0          |
| Abwehrspieler     |                         |                      |            |          |          |             |            |
| 2                 | José Antonio Camacho    | Real Madrid          | 08.06.1955 | 5        | 0        | 1           | 0          |
| 3                 | Rafael Gordillo         | Betis Sevilla        | 24.02.1957 | 5        | 0        | 1           | 0          |
| 5                 | Miguel Tendillo         | FC Valencia          | 01.02.1961 | 5        | 0        | 0           | 0          |
| 6                 | José Ramón Alexanko     | FC Barcelona         | 05.05.1956 | 5        | 0        | 1           | 0          |
| 12                | Santiago Urquiaga       | Athletic Bilbao      | 14.04.1958 | 2        | 0        | 0           | 0          |
| 13                | Manuel Jiménez          | Sporting Gijón       | 27.10.1956 | 0        | 0        | 0           | 0          |
| 14                | Antonio Maceda          | Sporting Gijón       | 16.05.1957 | 1        | 0        | 0           | 0          |
| Mittelfeldspieler |                         |                      |            |          |          |             |            |
| 4                 | Periko Alonso           | Real Sociedad        | 01.02.1953 | 5        | 0        | 0           | 0          |
| 8                 | Joaquín                 | Sporting Gijón       | 09.06.1956 | 1        | 0        | 0           | 0          |
| 10                | Jesús María Zamora      | Real Sociedad        | 01.01.1955 | 4        | 1        | 1           | 0          |
| 15                | Enrique Saura           | FC Valencia          | 02.08.1954 | 4        | 1        | 0           | 0          |
| 16                | José Vicente Sánchez    | FC Barcelona         | 08.10.1956 | 4        | 0        | 1           | 0          |
| 17                | Ricardo Gallego         | Real Madrid          | 08.02.1959 | 1        | 0        | 0           | 0          |
| Stürmer           |                         |                      |            |          |          |             |            |
| 7                 | Juanito                 | Real Madrid          | 10.11.1954 | 4        | 1        | 1           | 0          |
| 9                 | Jesús María Satrústegui | Real Sociedad        | 12.01.1954 | 4        | 0        | 0           | 0          |
| 11                | Roberto López Ufarte    | Real Sociedad        | 19.04.1958 | 4        | 1        | 0           | 0          |
| 18                | Pedro Uralde            | Real Sociedad        | 02.03.1958 | 1        | 0        | 0           | 0          |
| 20                | Santillana              | Real Madrid          | 23.08.1952 | 2        | 0        | 0           | 0          |
| 21                | Quini                   | FC Barcelona         | 23.09.1949 | 3        | 0        | 0           | 0          |
| Trainer           |                         |                      |            |          |          |             |            |
|                   | José Santamaría         |                      | 31.07.1929 |          |          |             |            |

## Spiele der spanischen Mannschaft

### Erste Runde
| Pl. | Land        | Sp. | S | U | N | Tore    | Diff. | Punkte |
| --- | ----------- | --- | - | - | - | ------- | ----- | ------ |
| 1.  | Nordirland  | 3   | 1 | 2 | 0 | 002:100 | +1    | 04:20  |
| 2.  | Spanien     | 3   | 1 | 1 | 1 | 003:300 | ±0    | 03:30  |
| 3.  | Jugoslawien | 3   | 1 | 1 | 1 | 002:200 | ±0    | 03:30  |
| 4.  | Honduras    | 3   | 0 | 2 | 1 | 002:300 | −1    | 02:40  |

- Spanien –  Honduras 1:1 (0:1)

Stadion: Estadio Luis Casanova (Valencia)
Zuschauer: 49.562
Schiedsrichter: Arturo Ithurralde (Argentinien)
Tore: 0:1 Héctor Zelaya (7.), 1:1 Roberto López Ufarte (65. / Elfmeter)
- Spanien –  Jugoslawien 2:1 (1:1)

Stadion: Estadio Luis Casanova (Valencia)
Zuschauer: 48.000
Schiedsrichter: Henning Lund-Sørensen (Dänemark)
Tore: 0:1 Ivan Gudelj (10.), 1:1 Juanito (14. / Elfmeter), 2:1 Enrique Saura (66.)
- Spanien –  Nordirland 0:1 (0:0)

Stadion: Estadio Luis Casanova (Valencia)
Zuschauer: 49.562
Schiedsrichter: Héctor Ortíz (Paraguay)
Tore: 0:1 Gerry Armstrong (47.)

### Zweite Runde
| Pl. | Land           | Sp. | S | U | N | Tore    | Diff. | Punkte |
| --- | -------------- | --- | - | - | - | ------- | ----- | ------ |
| 1.  | BR Deutschland | 2   | 1 | 1 | 0 | 002:100 | +1    | 03:10  |
| 2.  | England        | 2   | 0 | 2 | 0 | 000:000 | ±0    | 02:20  |
| 3.  | Spanien        | 2   | 0 | 1 | 1 | 001:200 | −1    | 01:30  |

- Deutschland –  Spanien 2:1 (0:0)

Stadion: Estadio Santiago Bernabéu (Madrid)
Zuschauer: 90.089
Schiedsrichter: Paolo Casarin (Italien)
Tore: 1:0 Pierre Littbarski (50.), 2:0 Klaus Fischer (75.), 2:1 Jesús María Zamora (82.)
- Spanien –  England 0:0

Stadion: Estadio Santiago Bernabéu (Madrid)
Zuschauer: 75.000
Schiedsrichter: Alexis Ponnet (Belgien)